# Hysteria Project 2
Hysteria Project 2 est un jeu vidéo d'aventure développé et édité par Bulkypix, sorti en 2011 sur iOS. C'est la suite de Hysteria Project.

## Accueil
- IGN : 5/10[1]